# Hrob
Hrob, zastarale rov, je zvláštní pietní místo, do kterého se po smrti ukládají lidská těla nebo jejich části, tj. ostatky (též relikvie světců). Od starověku je zvykem pochovávat i domácí zvířata (kočky, psy, králíky, koně, atd.).
Hrob je nejčastěji jáma velikosti lidského těla, vykopaná v zemi. Na rozdíl od hrobky se tak nejedná o zděnou stavbu a představuje pouze účelové ztvárnění terénu. Hroby se dělí na dva typy:
- Kostrový hrob – je určen pro uložení rakve a jeho výměra se liší podle toho, zda jde o jednohrob (typicky 2 m2) nebo o dvojhrob (typicky 4 m2).
- Urnový hrob – je určen pro uložení zpopelněných ostatků, díky čemuž jsou jeho rozměry menší (cca 1 m2).

Součástí hrobu je:
- Hrobové místo – místo na pohřebišti sloužící ke zřízení hrobu či hrobky. Provozovatelem je zde majitel pozemku, tedy zpravidla obec či církev. Hrobovými místy však mohou být i urnový háj, loučka rozptylu, ale také kolumbárium v kostele či jeho kryptě.
- Hrobové zařízení – není považováno za součást hrobového místa a jeho majitelem je nájemce hrobového místa[4].

Hrobové zařízení se zpravidla skládá z kamenného rámu (případně kamenné krycí desky) a náhrobku. Náhrobek bývá často ozdoben znamením víry – u křesťanů křížem, u Židů šesticípou hvězdou.
Je zvykem hrob zdobit a jeho vzhled udržovat. Výzdobě je věnována pozornost zejména při Svátku zesnulých (lidově Dušičky). Do typické dušičkové výzdoby patří: kytice květin, smuteční věnce, dušičkové košíky květin a svíčky. Součástí květin a věnců bývají také stuhy s texty od pozůstalých.

## Umístění hrobů
Nadzemní

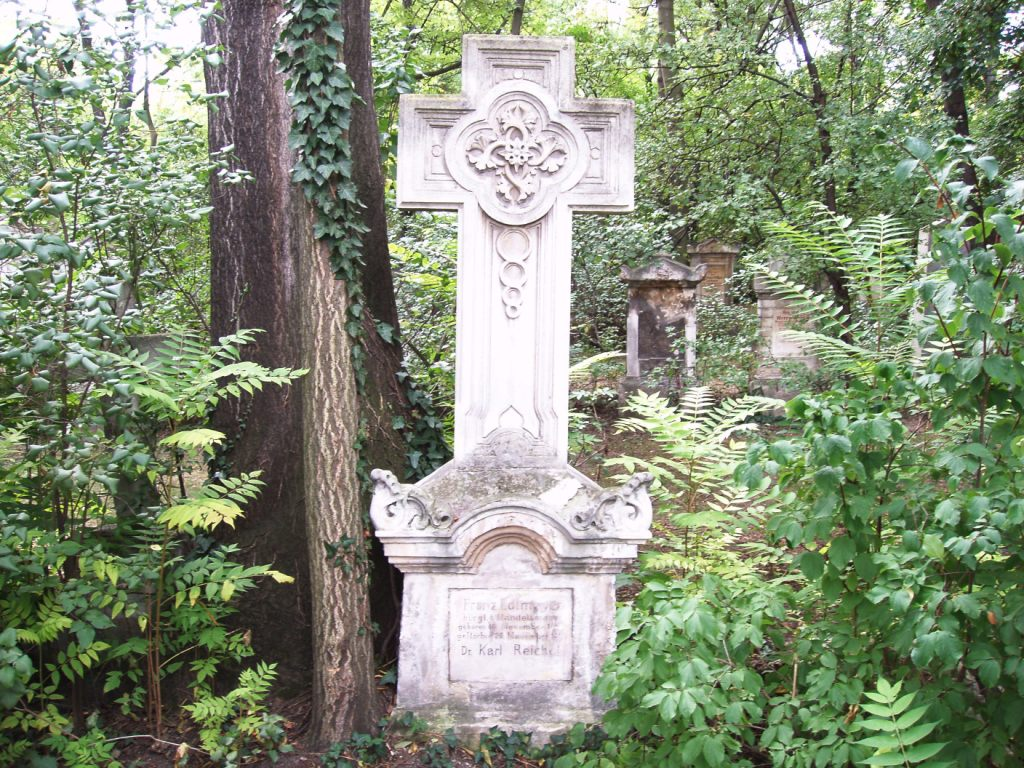

- v oltářích kostelů (ostatky světců)
- skalní: vytesané ve skalách
- v pomnících

Podzemní
- V kamenných či hliněných mohylách
- V hrobkách
- V pyramidách
- V katakombách
- na chrámových hřbitovech
- na centrálních městských hřbitovech
- v chrámových kryptách
- V masových hrobech – šachtách